# Nike Dunk
Nike Dunk — лінійка взуття, випущена компанією Nike у 1984 році. Спочатку це взуття було випущено як баскетбольне, але популярність кросівок серед ковзанярської спільноти також призвела до створення варіанту, який використовувався для катання на скейтборді. Взуття пропонується в низьких, середніх і високих стилях.

## Передумови
Спочатку це взуття називалося College Colour High, розроблене Пітером Муром і взяло елементи з взуття Legend, Terminator і Air Force 1. Взуття було популярним, коли його вперше випустили, частково завдяки різним кольоровим схемам, які були випущені. Вони були створені, щоб представляти різні кольори університетів та їхніх баскетбольних команд.